# Кончертино за гитару и оркестар у а-молу
Кончертино за гитару и оркестар у а-молу, оп. 72 (шп. Concertino para guitarra y orquesta en La menor, op. 72) је музичко дело шпанског композитора Салвадора Бакарисеа, компоновано 1957. године.

## Ставови
Концерт се састоји из четири става:
- Allegro
- Romanza. Andante
- Scherzo. Allegretto
- Rondò. Allegro ben misurato

То је дело са класичним и романтичарским цртама. 
Allegro је јасног ренесансног карактера. Romanza испољава шпанско носталгично осећање. Scherzo нас подсећа на ритмове Хоакина Родрига. Завршни Rondò је сличан мазурки. Главна тема коју најпре уводи оркестар постепено се развија до снажних завршних акорда.
Најпознатија верзија је снимак из 1980. године у извођењу Нарсиса Јепеса и Симфонијског оркестра Шпанске телевизије којим је дириговао Одон Алонсо.